# 恆發能源
恆發能源控股有限公司，簡稱恆發能源控股，以及恆發能源（英語：Everbest Energy Holdings Limited，港交所除牌時0578.HK），在2000年10月20日，由龍田集團控股有限公司更名而來，也就是當時主要大股東陳進強，前身為「恆發世紀控股有限公司」。
業務曾在福建省龍岩經營發電及供電。但自從收購後，長期未能效益，於是在2007年11月23日更名為合動能源控股有限公司（融信資源控股有限公司前身）前，易手給王瑞雲，把煤氣業務注入本公司。

## 連結
- Irasia.com/listco/hk/rrhl （页面存档备份，存于）